# کرستن بارنز
کرستن بارنز (انگلیسی: Kirsten Barnes؛ زادهٔ ۲۶ مارس ۱۹۶۸) قایقران روئینگ اهل کانادا بود.